# USS LST-279
O USS LST-279 foi um navio de guerra norte-americano da classe LST que operou durante a Segunda Guerra Mundial.